# Comuna Novopavlivka, Vradiivka
Novopavlivka (în ucraineană Новопавлівка) este o comună în raionul Vradiivka, regiunea Mîkolaiiv, Ucraina, formată din satele Bileaieve, Kovalivka, Novopavlivka (reședința) și Ostrohirske.

## Demografie
Componența lingvistică a comunei Novopavlivka
     Ucraineană (97,41%)
     Rusă (1,48%)
     Alte limbi (0,67%)
Conform recensământului din 2001, majoritatea populației comunei Novopavlivka era vorbitoare de ucraineană (97,41%), existând în minoritate și vorbitori de rusă (1,48%).